# Macranthera flammea
Macranthera flammea – gatunek rośliny z rodziny zarazowatych (Orobanchaceae) i monotypowego rodzaju Macranthera. Występuje w południowo-wschodniej Ameryce Północnej od Luizjany po Florydę.
Roślina półpasożytnicza o okazałym pędzie i jaskrawych kwiatach wyrastająca na skrajach zarośli i lasów, na stokach, w miejscach ulegających okresowym pożarom. Kwitnie od sierpnia do października w okresie jesiennej wędrówki koliberka rubinobrodego, będącego zapylaczem. Po zawiązaniu owoców zamiera (roślina monokarpiczna).

## Morfologia

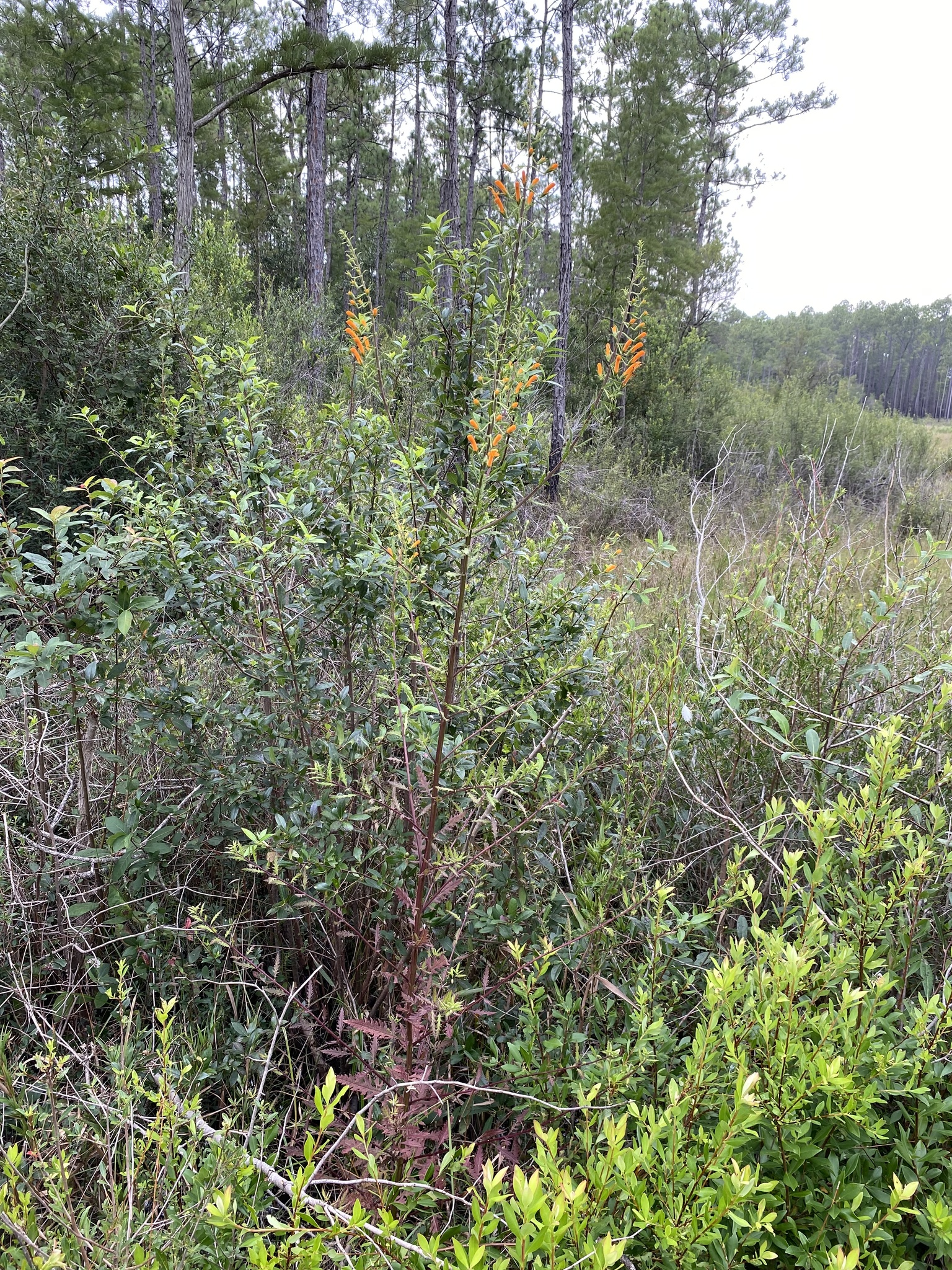
Pokrój rośliny w siedlisku

PokrójRoślina zielna o łodygach tęgich i wzniesionych, rozgałęziających się tylko w górze i osiągających długość od 80 do 350 cm. Łodygi są 4-kanciaste i pokryte włoskami skierowanymi w dół.
LiścieOdziomkowe i łodygowe, ustawione naprzeciwlegle. Osadzone są na oskrzydlonych ogonkach długości do 2 cm. Blaszki liściowe są lancetowate do wąsko-jajowatych, o wymiarach 8–15 x 2–6 cm, zmniejszających się ku górze. Powierzchnia liści jest gładka. Brzegi dolnych liści u podstawy są pierzasto wcinane, a górnych ząbkowane. Wierzchołek liści zaostrzony.
KwiatyZebrane w szczytowe kwiatostany groniaste o długości do ok. 40 cm. Kwiaty wsparte są przysadkami i osadzone na długich szypułkach, w dolnej części kwiatostanu skierowanych w dół lub rozpostartych, w górnej części wzniesionych ku górze. Kielich jest 5-działkowy, promienisty, w dole rurkowaty lub dzwonkowaty, zakończony znacznie dłuższymi od rurki równowąskimi łatkami osiągającymi od 7,5 do 15 mm. Korona ma kolor jaskrawo pomarańczowy; jest grzbiecista, dwuwargowa, od zewnątrz ogruczolona, osiąga 2–2,5 cm długości. Dolna warga jest trójłatkowa, a górna dwułatkowa. Pręciki są cztery, równej długości, wystające z rurki korony – osiągają długość 15–46 mm. Ich nitki są pomarańczowe i owłosione. Zalążnia jest dwukomorowa z długą szyjką wystającą z rurki korony (osiąga 28–36 mm), zakończoną równowąsko-maczugowatym znamieniem.
OwoceOwalne, brązowe, i gęsto owłosione torebki o długości 9,5–13 mm. Nasiona w średniej liczbie około 110, brązowe do czarnych, o długości 2,5–3 mm. Łupina nasienna o powierzchni siateczkowatej z 2–5 skrzydełkami.